# Gustav Guanella

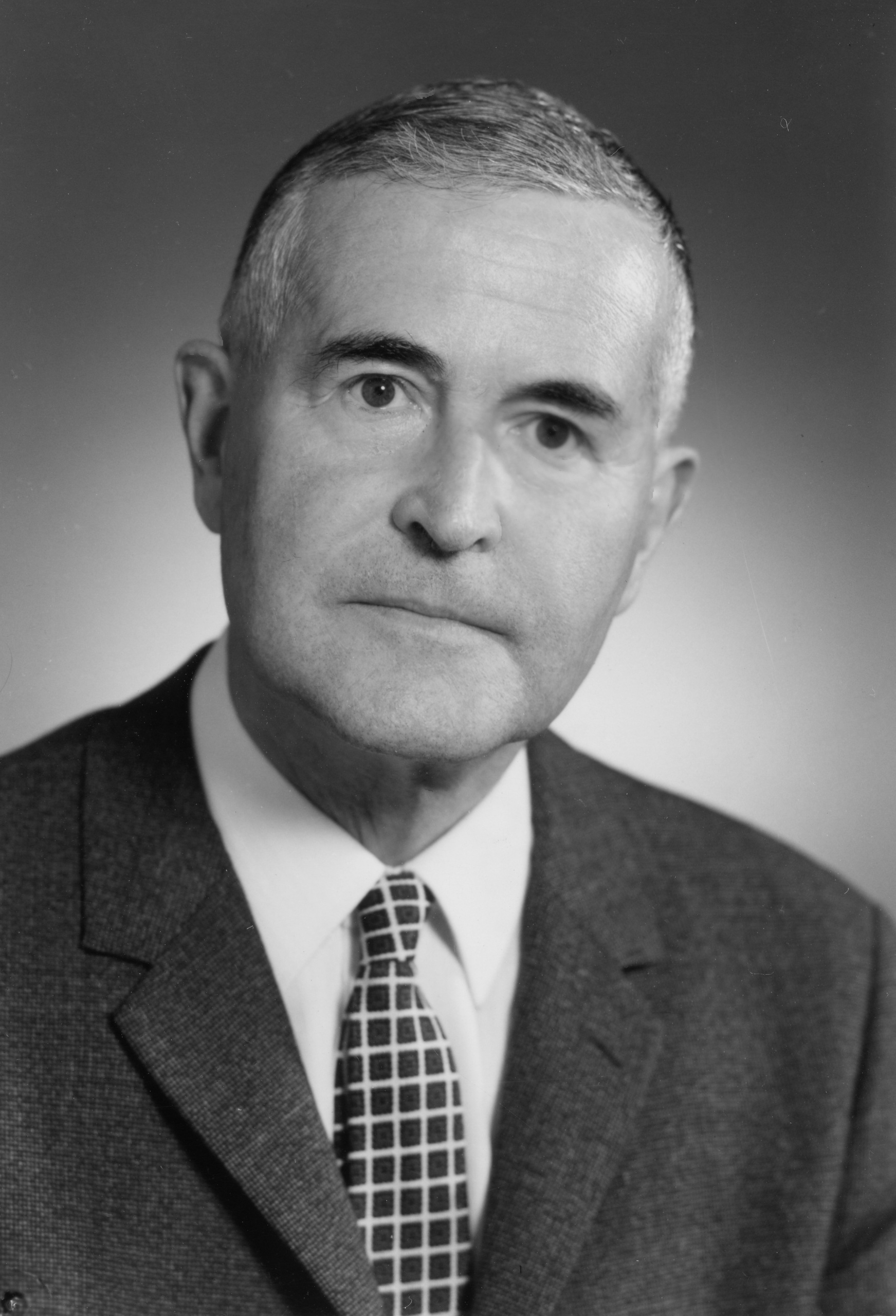
Gustav Guanella

Gustav Guanella (* 21. Juni 1909 in Chur; † 12. Januar 1982 in Zürich) war ein Schweizer Elektroingenieur und Erfinder.

## Leben
Guanella besuchte die Schulen bis und mit Matura in Luzern. Dann folgte das Studium zum Elektroingenieur an der ETH Zürich mit Abschluss 1933. Dort war er anschliessend bis 1937 Assistent von Fritz Fischer, dem Erfinder des Eidophor-Grossprojektionssystems, am Institut für Technische Physik. Danach war er freiberuflich als beratender Ingenieur tätig. Seit 1935 war er der Schwager von Albert Hofmann, dem Entdecker des LSD. 1938 heiratete er Hanni Zietzschmann. 1941 trat er in die Dienste der Firma Brown, Boveri & Cie (BBC), Baden, ein.
Bereits 1943 wurde er zum Vorstand der Abteilung Hochfrequenz-Kleingeräte ernannt. Er war bei BBC in dieser Funktion als ideenreicher Erfinder und geschätzter Vorgesetzter bis 1974 tätig. Er trug wesentlich zur Entwicklung der elektronischen Hochfrequenztechnik bei.

## Leistungen
Am Institut von Fritz Fischer an der ETH waren neben Oberassistent Edgar Gretener (ab 1941 mit gleichnamiger eigener Firma) Guanella zusammen mit Werner Lindecker, Hugo Thiemann und Max Lattmann wissenschaftliche Mitarbeiter.
Guanella wagte 1937 als Erster den Schritt in die Selbständigkeit und machte vor dem späteren Eintritt bei BBC viele Erfindungen, welche unter seinem Namen oder dem Namen der damaligen Auftraggeber (Philips, SABA, AEG und auch schon BBC) zum Patent angemeldet wurden. Auf Espacenet des Europäischen Patentamtes finden sich bis 1941 über 40 Anmeldungen.
Am 23. August 1938 tätigte Guanella beim Eidgenössischen Amt für Geistiges Eigentum in Bern eine Patentanmeldung, welche unter dem Titel Improvements in radio direction finding system 1941 zum Patent GB 534036 führte.
Mit Prioritätsdatum 26. September 1938 reichte er in der Schweiz eine Patentanmeldung mit dem Titel Verfahren und Einrichtung zum Nachweis und zur Messung der Entfernung von Reflexionsstellen ein. Sowohl in der Schweiz (CH 220877) wie auch in Frankreich, Grossbritannien und den USA wurden entsprechende Patente erteilt.
Am 12. Mai 1940 erfolgte eine verwandte Anmeldung zur Anzeige eines gesuchten Objektes auf einer Bildschirmröhre. Das entsprechende Patent CH 220780 trägt den Titel Verfahren und Einrichtung zur Richtungsanzeige von Wellen periodisch veränderlicher Frequenz.
Die erwähnten Patente beziehen sich auf die Ortungs- und spätere Radartechnik, welche zur Zeit des Zweiten Weltkrieges von Bedeutung waren.
Während seiner Tätigkeit bei BBC ab 1941 machte er viele weitere Erfindungen und Patentanmeldungen.
Am 3. Februar 1942 wurde in der Schweiz seine Patentanmeldung mit dem Titel Verfahren zur Übermittlung von Nachrichten, die mit Hilfe von Steuersignalen verschleiert werden eingereicht und 1952 erteilt. Das beschriebene Verfahren erlangte später als Direct sequence spread spectrum transmission DSSS (deutsch: Frequenzspreizverfahren) grosse Bedeutung in der abhörgesicherten drahtlosen Übertragung. Das entsprechende US-Patent 2405500 wurde 1946 erteilt.
Im Spread Spectrum Communications Handbook von M.Simon et al. wird Guanella mit Foto und Hinweisen (Seiten 43, 44, 121) als Swiss pioneer of noise-modulated radar and speech privacy systems gewürdigt.
Am bekanntesten wurde Guanella durch die Erfindung von Impedanzwandlern zur hochfrequenztechnischen Anpassung bei Schnittstellen, sogenannten Strom-Baluns, welche bis heute als Guanella-Balun bezeichnet werden. Die entsprechende Patentanmeldung unter dem Titel In einem elektrischen Netzwerk eingeschaltete Übertragungsvorrichtung mit Leitungscharakter wurde in der Schweiz am 25. Februar 1944 getätigt (CH 242060). Entsprechende Patente wurden in weiteren Ländern erteilt, insbesondere das US-Patent 2470307.
Weitere Erfindungen betrafen die Frequenzgegenkopplung für störungsfreien Empfang, Phasendiskriminatorschaltungen, die Leitstrahlsteuerung einer Flugabwehrrakete und die Impulsmodulation (Pulsphasenmodulation, PPM).
Sein Team bei BBC entwickelte erfolgreiche Produkte für die Richtfunkübertragung von Sprache und Daten, welche militärisch und zivil über viele Jahre im Einsatz standen. Dazu gehörten Sprachverschlüsselungsgeräte. Guanella schrieb das Vorwort zu einer Spezialausgabe der Brown Boveri Mitteilungen, welche den Stand auf dem Gebiet des Richtfunks 1956 schildert.
Auch Sonderfunksysteme für Polizei-, Feuerwehr-, Hafenverwaltungs- und Taxinetze im In- und Ausland gehörten zum Erfolgsausweis seiner Abteilung bei BBC. Insgesamt wurden von ihm, teilweise zusammen mit Arbeitskollegen als Erfinder, über 200 Patente (inklusive verwandte Auslandspatente) angemeldet.

## Ehrungen
1965 wurde er vom Institute of Electrical and Electronics Engineers für seine Verdienste zum Fellow der IEEE ernannt.
1969 verlieh ihm die ETH, Zürich, gleichzeitig mit seinem Schwager Albert Hofmann (dem Schweizer Entdecker der Wirkung von LSD) den Titel Dr. Ing. ehrenhalber (Dr. Ing. h. c.).
Ein Labor- und Bürogebäude der Firma Asea Brown Boveri (ABB), dem Rechtsnachfolger von BBC, in Turgi im Kanton Aargau wurde zu Ehren von Guanella Gusti genannt.